# Nycterophilia natali
Nycterophilia natali är en tvåvingeart som beskrevs av Wenzel 1966. Nycterophilia natali ingår i släktet Nycterophilia och familjen lusflugor. Inga underarter finns listade i Catalogue of Life.